# Magdalis rufa
Magdalis rufa – gatunek chrząszcza z rodziny ryjkowcowatych.

## Taksonomia
Gatunek ten opisany został po raz pierwszy w 1824 roku przez Ernsta Friedricha Germara.

## Morfologia
Chrząszcz o ciele długości od 3,2 do 4,6 mm. Ubarwienie wierzchu głowy, czułków, przedplecza, pokryw i odnóży ma jednolicie brunatnoczerwone, zaś wierzchołka ryjka, tarczki i spodu ciała ciemne. Stożkowata głowa ma znacznie dłuższy od niej, zakrzywiony, lekko walcowaty, ku wierzchołkowi trochę rozszerzony ryjek. Przedplecze jest zwężone tylko w przedniej części, a w tylnej równoległoboczne albo od nasady zwężone ku przodowi i wskutek tego stożkowate. Ma gęsto punktowaną powierzchnię. Kąty tylne przedplecza nie są odgięte na zewnątrz. Tarczka jest dość duża, w przedniej części pochylona w dół, w tylnej leżąca na poziomie pokryw. Pokrywy są wydłużone, u nasady trochę szersze od przedplecza i ku szczytowi wyraźnie rozszerzone. Rzędy są niewgłębione i zaopatrzone w wydłużone punkty, zaś międzyrzędy mają pojedyncze szeregi punktów o wyraźnie mniejszych rozmiarach. Odnóża przedniej pary stykają się biodrami. Uda wszystkich par mają bardzo drobne ząbki.

## Ekologia i występowanie
Larwy są ksylofagami żerującymi w gałązkach sosny zwyczajnej i sosny czarnej. Owady dorosłe znajdywano na sosnach i jałowcach.
Parazytoidami tego gatunku są Doryctes striatellus i Spathius rubidus – błonkówki z rodziny męczelkowatych.
Gatunek palearktyczny, znany z Portugalii, Hiszpanii, Francji, Belgii, Holandii, Niemiec, Szwajcarii, Austrii, Włoch, Czech, Słowacji, Węgier, Ukrainy, Mołdawii, Chorwacji, Bośni i Hercegowiny, Bułgarii oraz azjatyckiej części Turcji.